# Ossa (Geithain)
Ossa ist ein Ortsteil der Stadt Geithain im Landkreis Leipzig (Freistaat Sachsen). Der Ort wurde im Jahr 1996 mit Rathendorf und Narsdorf zur Gemeinde Narsdorf zusammengeschlossen, die zum 1. Juli 2017 nach Geithain eingemeindet wurde. Zu Ossa gehören die Ortsteile Bruchheim, Kolka, Wenigossa und Niederpickenhain.

## Geografie
Ossa liegt im Kohrener Land zwischen Kohren-Sahlis im Westen, Geithain im Nordosten und Narsdorf im Südosten. Durch den Ort fließt der Ossabach. Von Ossa aus gesehen liegt Kolka im Nordwesten, Bruchheim im Nordosten, Niederpickenhain im Südwesten und Wenigossa im Süden.

## Geschichte

### Großossa

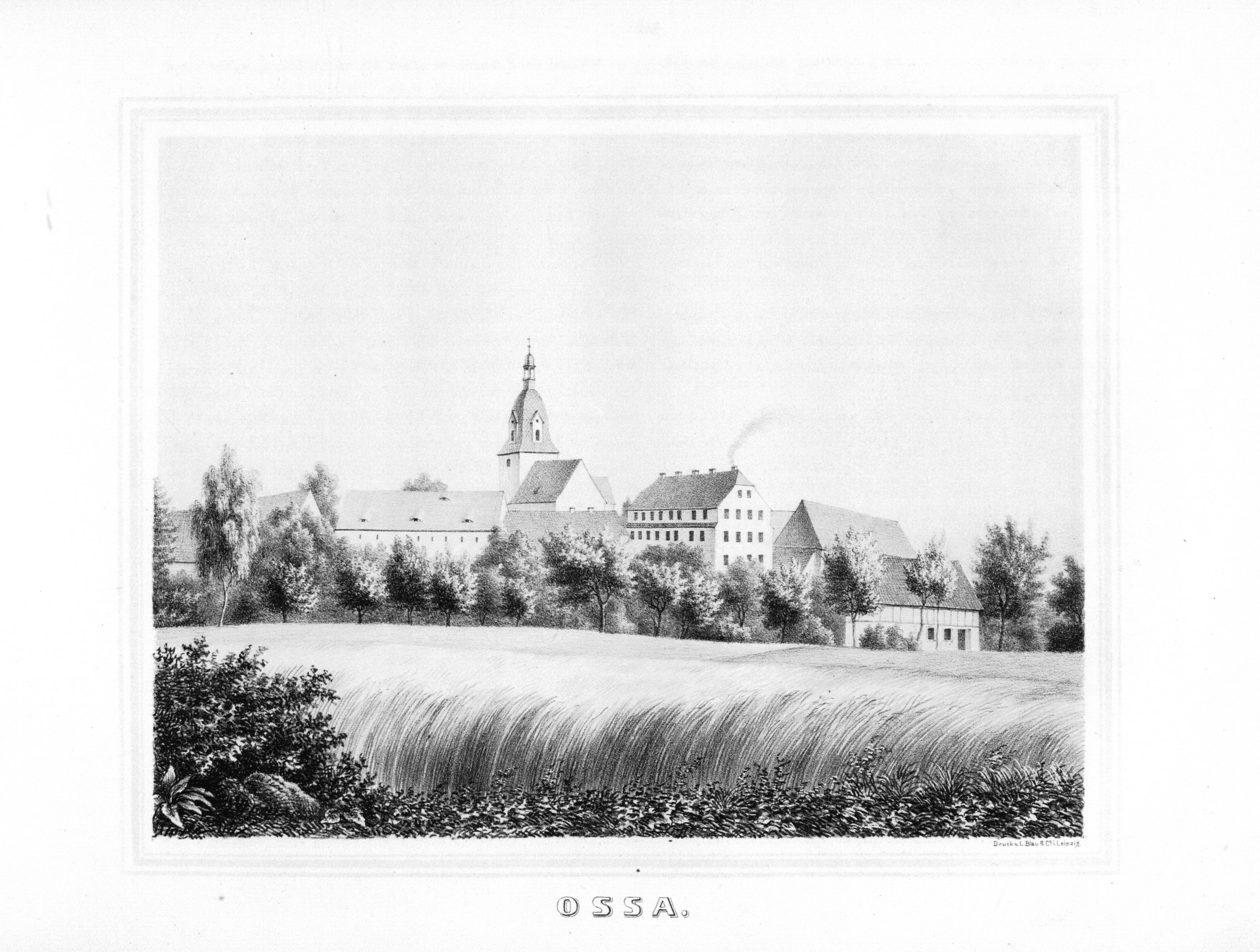
Ossa

Der Name Großossa ist um 1378 als „Ozze magnum“ bzw. „Osse major“ belegt. Bereits 1269 existierte im Ort ein Herrensitz, um 1551 ein Rittergut. Das später nur noch Ossa genannte Dorf lag bis 1856 im kursächsischen bzw. königlich-sächsischen Amt Rochlitz.

### Bruchheim
1299 ist ein „Henricus de Bruch“ erwähnt. 1548 unterstand der im Amt Rochlitz liegende Ort anteilig dem Rat zu Penig, dem Rat zu Geithain und dem Rittergut Gnandstein. 1764 war der zum Amt Rochlitz gehörige Anteil Amtsdorf, während der als Exklave zum Amt Borna gehörige Anteil der Gerichtsbarkeit des Ritterguts Syhra unterstand.

### Kolka
Kolka ist 1378 als „Kulkow prope Ozze, Kulkaw“ erwähnt. Der Ort unterstand um 1551 der Gerichtsbarkeit des Ritterguts Ossa im Amt Rochlitz. 1764 gehörte ein Teil des Orts zum Rittergut Syhra im Amt Borna, ab 1816 ist jedoch nur noch das Amt Rochlitz als übergeordnete Verwaltungseinheit erwähnt.

### Wenigossa
Der Name Wenigossa ist um 1378 als „Ozze parvum“ bzw. „Osse minor“ belegt. Um 1548 gehörte er wie Großossa zum Amt Rochlitz. 1551 ist jedoch eine Zugehörigkeit zum Rittergut Gnandstein, um 1696 zum Rittergut Syhra im Amt Borna belegt.

### Niederpickenhain
Niederpickenhain war wie Oberpickenhain bis 1856 bezüglich der Verwaltung zwischen den Ämtern Borna und Rochlitz geteilt. Die Gerichtsbarkeit über den Bornaer Anteil von Niederpickenhain hatte das Rittergut Sahlis inne, über den Rochlitzer Anteil das Rittergut Ossa.

### Gemeinsame Geschichte ab 1856
Ab 1856 gehörten (Groß-)Ossa, Bruchheim, Kolka, Wenigossa und Niederpickenhain zum Gerichtsamt Geithain und ab 1875 zur Amtshauptmannschaft Borna.
Am 1. April 1935 wurde Niederpickenhain nach Wenigossa eingemeindet. Wenigossa mit Niederpickenhain wurde am 1. Oktober 1948 zusammen mit Bruchheim und Kolka nach Ossa eingemeindet. Bei der zweiten Kreisreform der DDR im Jahr 1952 wurde Ossa mit seinen vier Ortsteilen dem Kreis Geithain im Bezirk Leipzig zugeordnet, der 1994 im Landkreis Leipziger Land aufging. Ossa schloss sich am 1. Oktober 1996 mit Rathendorf und Narsdorf zur neuen Gemeinde Narsdorf zusammen, die zum 1. Juli 2017 nach Geithain eingemeindet wurde.

## Verkehr
Östlich des Orts verläuft die Bundesautobahn 72.

## Sehenswürdigkeiten
- Lutherkirche
- Wassermühle und Schausägewerk
- Reste des Rittergutes Großossa(heute: Ossa) mit Herrenhaus/Torhaus

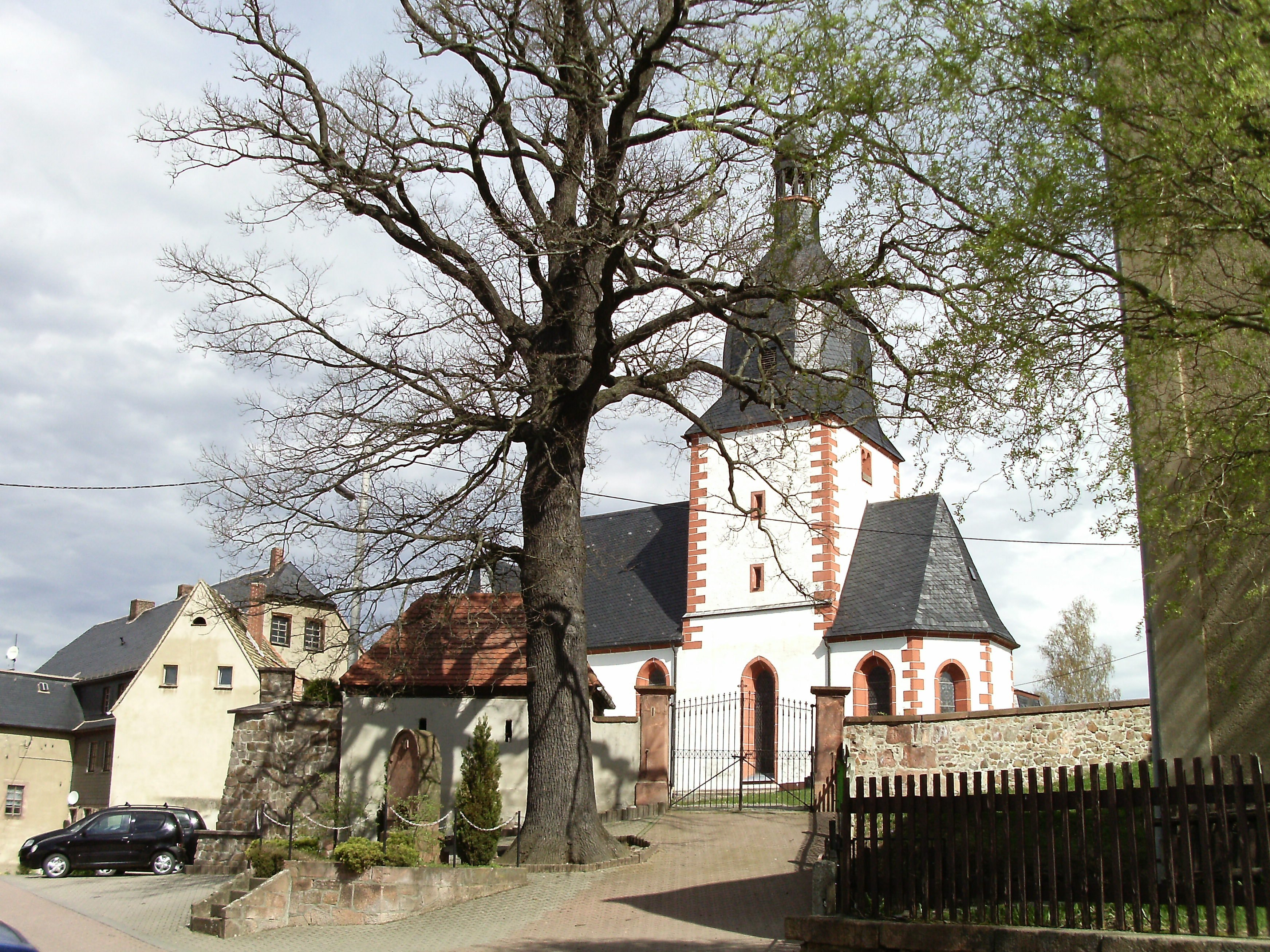
Lutherkirche in Ossa
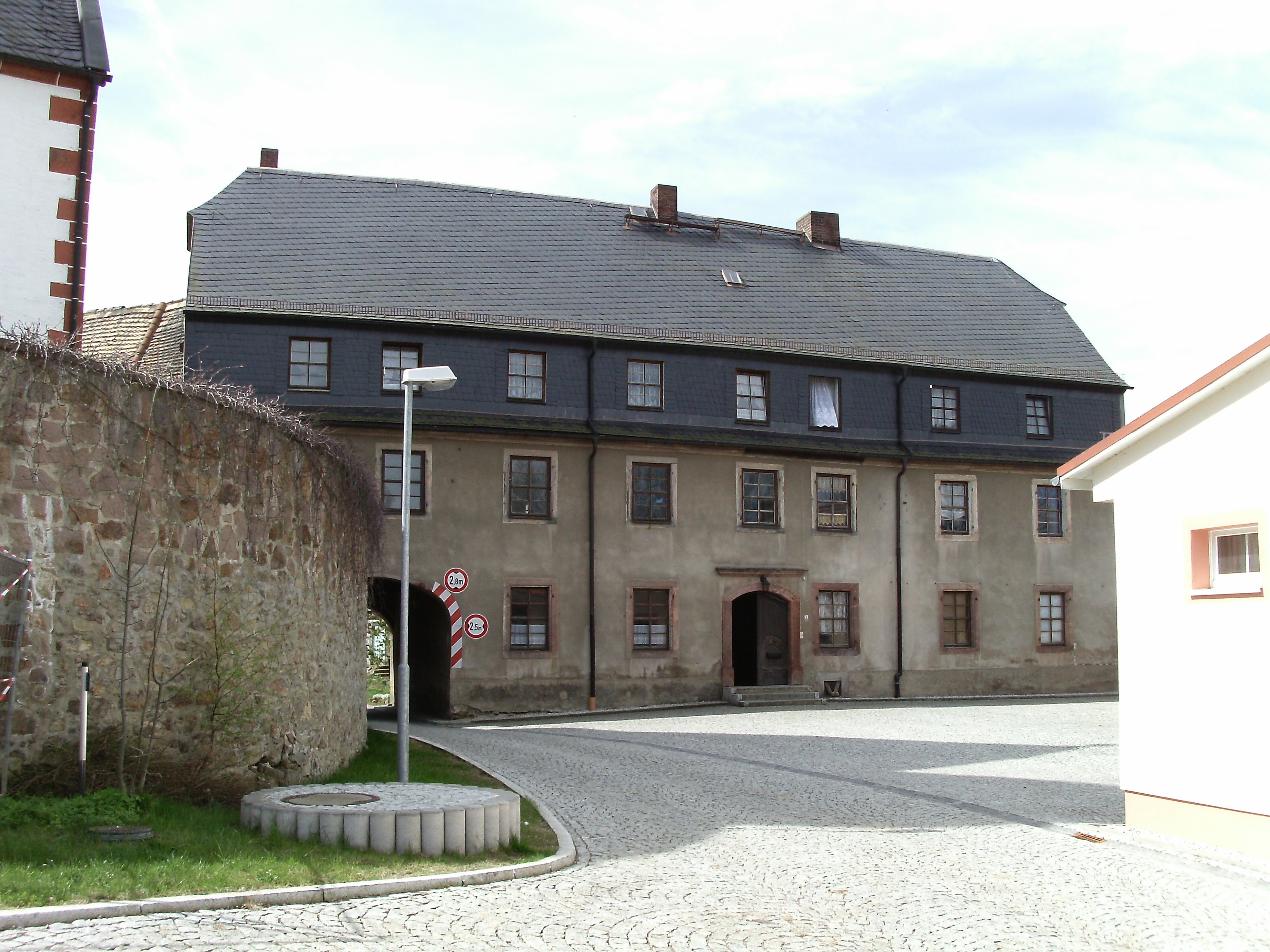
Herrenhaus des Rittergutes Ossa
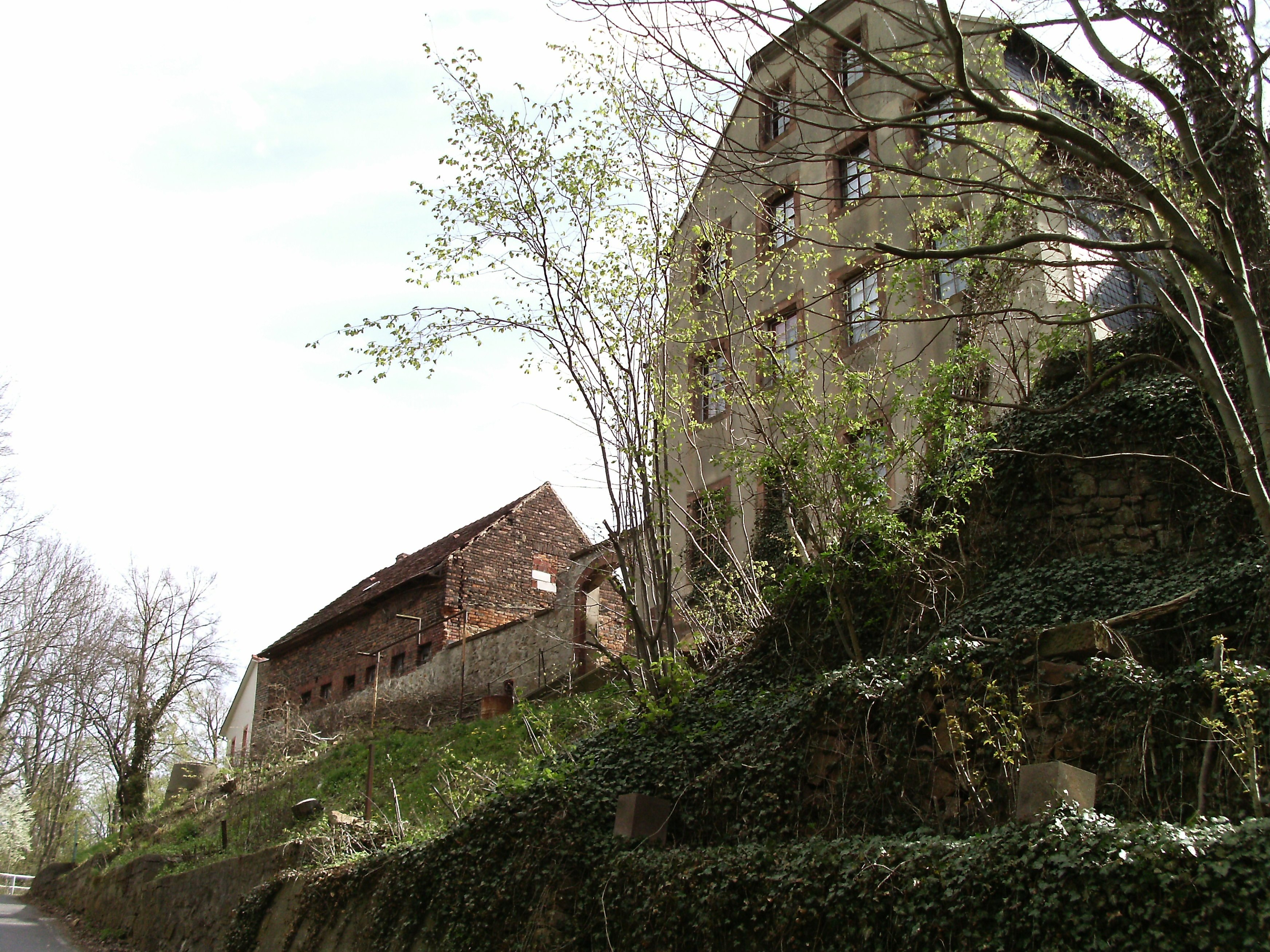
Ebensolches

## Persönlichkeiten des Ortes
- Melchior von Ossa (1506–1557), deutscher Rechtsgelehrter und Kameralist
- Gerhard Delling (1905–1986), deutscher Theologe und Hochschullehrer